# Саммергілл (Нью-Йорк)
Саммергілл (англ. Summerhill) — місто (англ. town) в США, в окрузі Каюга штату Нью-Йорк. Населення — 1108 осіб (2020).

## Демографія
Згідно з переписом 2010 року, у місті мешкало 1217 осіб у 436 домогосподарствах у складі 320 родин. Було 533 помешкання
Расовий склад населення:
| - 97,3 % — білих - 0,7 % — корінних американців - 0,3 % — азіатів - 0,2 % — чорних або афроамериканців - 0,1 % — вихідців з тихоокеанських островів |

До двох чи більше рас належало 1,5 %. Частка іспаномовних становила 1,0 % від усіх жителів.
За віковим діапазоном населення розподілялося таким чином: 27,8 % — особи молодші 18 років, 62,3 % — особи у віці 18—64 років, 9,9 % — особи у віці 65 років та старші. Медіана віку мешканця становила 38,8 року. На 100 осіб жіночої статі у місті припадало 104,2 чоловіків;  на 100 жінок у віці від 18 років та старших — 100,7 чоловіків також старших 18 років.
Середній дохід на одне домашнє господарство  становив 76 621 долар США (медіана — 60 662), а середній дохід на одну сім'ю — 79 144 долари (медіана — 68 958). Медіана доходів становила 45 000 доларів для чоловіків та 31 250 доларів для жінок. За межею бідності перебувало 18,1 % осіб, у тому числі 42,9 % дітей у віці до 18 років та 1,6 % осіб у віці 65 років та старших.
Цивільне працевлаштоване населення становило 642 особи. Основні галузі зайнятості: освіта, охорона здоров'я та соціальна допомога — 22,4 %, виробництво — 15,3 %, будівництво — 15,3 %.